# ريك كاروسو
ريك كاروسو (بالإنجليزية: Rick J. Caruso) هو شخصية أعمال أمريكي، ولد في 7 يناير 1959 في لوس أنجلوس في الولايات المتحدة.